# Sigurd Abel

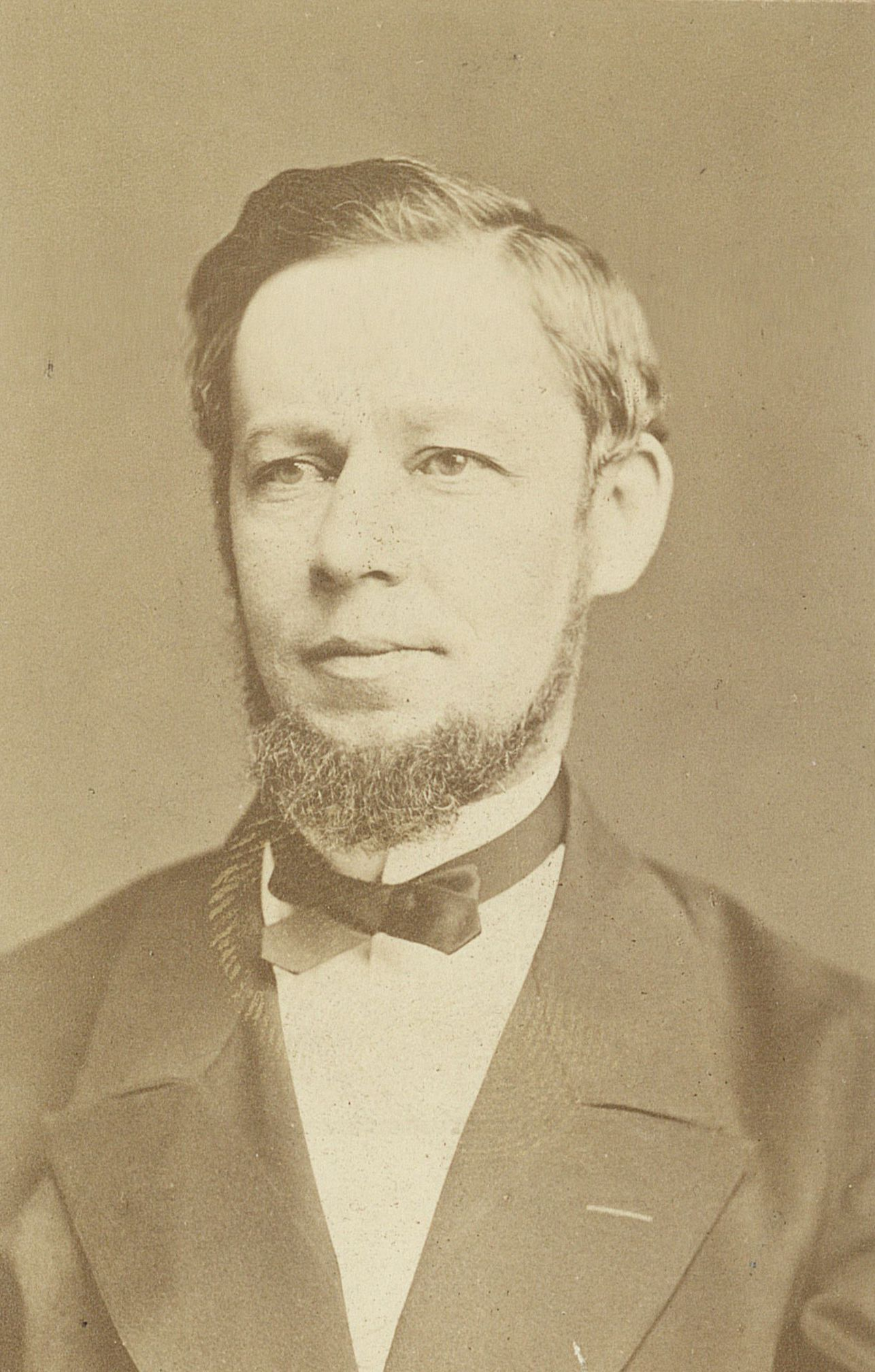
Sigurd Abel

Sigurd Friedrich Abel (* 4. Juni 1837 in Leonberg; † 9. Januar 1873 ebenda) war ein deutscher Historiker.

## Leben
Abel besuchte das Seminar in Maulbronn und das Gymnasium in Stuttgart. 1855 begann er ein Studium der Geschichte, zu dem ihn sein Vetter Otto Abel angeregt hatte, an den Universitäten Jena, Göttingen und Berlin. In Göttingen wurde er als Schüler von Georg Waitz im Sommer 1859 mit der Dissertation Ueber den Untergang des Longobardenreiches in Italien promoviert. 1861 folgte seine Habilitation und Ernennung zum Privatdozenten in Göttingen. Sein zentrales Werk, die Geschichte Karls des Großen, erschien 1866. Später beschäftigte er sich mit der jüngeren englischen Geschichte, veröffentlichte aber nur einen Aufsatz mit dem Titel Das Parteiwesen in England und die Coalition zwischen Fox und North im Jahr 1783. Einem Ruf als außerordentlicher Professor der Geschichte an die Universität Gießen am 7. April 1868 ging er bis zum 8. Oktober 1870 nach. Mit schweren körperlichen und geistigen Leiden zog er sich 1870 nach Leonberg in das Haus seines Vaters, des Pfarrers Otto Abel (1802–1886), zurück, wo er 1873 starb.

## Schriften
- Der Untergang des Langobardenreiches in Italien, Vandenhoeck & Ruprecht, Göttingen 1859. (Google Books)
- Papst Hadrian I. und die weltliche Herrschaft des römischen Stuhls. In: Forschungen zur deutschen Geschichte, Band 1 (1862), S. 453–532.
- Jahrbücher des fränkischen Reiches unter Karl dem Großen. Band 1 (768–788), Duncker & Humblot 1866 (Neudruck 1969)., Band 2 (789–814), hrsg. von Bernhard von Simson. Duncker & Humblot, Leipzig 1883 (Neudruck 1969).
- Das Parteiwesen in England und die Coalition zwischen Fox und North im Jahre 1783. In: Historische Zeitschrift, Jg. 17 (1867), S. 227–317.